# キロパイ (小惑星)
キロパイ (3142 Kilopi) は小惑星帯に位置する小惑星。ニース天文台でフランスの天文学者アンドレ・パトリーが発見した。キロパイ族というかなり小規模な小惑星族があると考えられている。
小惑星番号 3142 が円周率 π（パイ）の約1,000倍であることから命名された。